# Ford Capri
A Ford Capri nevet három különböző modelljén is használta a Ford Motor Company. A Ford Consul Capri nevű kupét a Ford of Britain gyártotta 1961 és 1964 között. A legismertebb a Ford of Europe által 1969 és 1986 között gyártott kupé volt, melynek három generációja volt. Emellett létezett egy Ford/Mercury Capri nevű kabrió is, amelyet a Ford Motory Company of Australia készített 1989-től 1994-ig.
A Capri nevet a Ford Lincoln-Mercury divíziójában hat autó is viselte: a Lincoln Cosmopolitan Capri (1950–1951), a Lincoln Capri (1952–1959), a Mercury Comet Capri (1966–1967) és a Mercury Capri három generációja 1970 és 1994 között.

## Modelltörténet

### Ford Consul Capri (1961–1964)
A Consul Capri a kétajtós kupéváltozata volt a négyajtós szedán Ford Consul Classicnak, melyet a Ford of Britain gyártott. A Classic vagy más néven Consul Classic egy négyével fejlesztői munka eredménye volt, a projekt 1956-ban kezdődött meg. Ez volt Colin Neale tervező utolsó munkája a dagenhami Ford gyárban, mielőtt az amerikai, dearborni központban kezdett volna el dolgozni. Az autóval szembeni egyik legfőbb elvárás eredetileg az volt, hogy minden népszerű karosszériaváltozatban kapható legyen, ezzel megerősítve a Ford piaci helyzetét az 1960-as évek elején. Ennek megfelelően el is készült egy kombi prototípus, de a projekt ezen része nem haladt tovább és ez a változat soha nem került sorozatgyártásra.
A kupéváltozat, azaz a Capri kifejlesztésének munkálatai a "Sunbird" kódnév alatt folytak, a tervezés során a Ford Thunderbirdből és a Ford Galaxie Sunlinerből is merítettek ötleteket a Ford dizájnerei. A kupé megtervezését a Ford akkor értékesítési igazgatója, Sir Horace Denne szorgalmazta, aki szerette volna egy feltűnő, magával ragadó autóval feldobni a kínálatot. A végső látványtervet Charles Thompson készítette el, munkájának eredményeképp az autó karosszériájára a kor ízlése szerint lendületességet sugalló vonalvezetésű lett, nagy csomagteret és a kupékra jellemző, oszlop nélküli tetőt kapott.
A Ford 1961. szeptemberi közleményének megfelelően a Consul Capri eleinte csak exportra készült, de 1962 januárjától a brit piacon is megjelent a modell. A karosszériák gyártását a Pressed Steel Company végezte, így Dagenhamben csak a hajtáslánc beszerelése folyt. 1963 februárjában Halewoodban is beindult az autó gyártása. A Caprinak illeszkednie kellett volna a Classichoz hasonló középkategóriás autók árkategóriájába, de karosszériája túl összetett volt, ami alaposan megnövelte a gyártási költségeket. Az új gyártási módszernek, a derborni Ford-központ által támasztott szoros határidőknek és a konkurensekénél magasabb árnak köszönhetően a Ford Classic és a Ford Consul Capri szinte már a kezdetektől fogva kudarcra voltak ítélve. A Classic gyártása 1961-től 1963-ig tartott, helyébe a Cortinából kifejlesztett Ford Corsair lépett. A Consul Capri gyártását 1964-ben állították le.
Az autó felszereltsége a Ford Classic De-Luxe-éval megegyező volt, négy darab kör alakú fényszórója volt és változtatható sebességű ablaktörlői, előre 241 mm átmérőjű tárcsafékek kerültek, a műszerfal világítása állítható fényerejű volt, és szivargyújtó is került a kocsiba. A négyfokozatú sebességváltó karja a vevő igényei alapján a kormányoszlopon és a padlón is elhelyezhető volt. A Ford of Britain 1961 decemberi brosúrájában úgy reklámozták a kocsit, mint a cég első igazán személyre szabható modelljét.
Eleinte a Caprikat 1340 cm³-es, három főcsapágyas motorral szerelték. A korai modellek teljesítményét gyakran érte kritika, ráadásul ezekben az autókban a főtengely is korán meghibásodott. 1962 augusztusában a kocsiba nagyobb, 1498 cm³-es motor került, amelynek öt főtengelycsapágya nagy fejlődést jelentett az elődhöz képest. Az első 200 Capri kivétel nélkül balkormányos kivitelben készült, európai és észak-amerikai exportra. Az 1961-es Frankfurti Autószalonon 88 darabot sikerült eladni belőle.
1963 februárjában bemutatásra került a GT változat. Ennek a motorját a Cosworth fejlesztette ki, sűrítési aránya 9:1-re nőtt, megváltozott a hengerfej, új kipufogószelepeket kapott, alumínium szívócsonk és négyleömlős kipufogócsonk került rá. Emellett kéttorkú Weber karburátorral szerelték, melyet ekkor használtak a brit autógyártás történelmében először. Áprilisban ugyanezt a motort megkapta a Ford Cortina is.
Mindent egybevéve az autó gyártása költséges volt, ezért az eladási mutatói is gyengék voltak, ez különösen azután mutatkozott meg, hogy a népszerű Cortina gyártása is megkezdődött. A sikertelenség miatt a Consul Capri két és fél év után kikerült a Ford of Britain kínálatából, mindössze 19 421 eladott darabbal, amelyek közül 2002 GT volt. A gyártás utolsó évében, 1964-ben 1007 ilyen kocsi talált gazdára, ezek közül 412 darab volt GT. A Consul Capri gyártása 1964 júliusában fejeződött be, jelenleg az egyik legritkább autónak számít a Ford of Britain által valaha gyártott modellek közül.
A Caprit 1962-ben letesztelte a The Motor című brit autósújság. A tesztelt példány végsebessége 127,1 km/h volt és 22,6 másodperc alatt gyorsult százra, fogyasztása pedig 7,7 liter volt száz kilométeren. Az adott jármű ára 915 font volt, beleértve a különböző adókat is, melyek összege 288 font volt.

### Ford Capri Mk I (1969–1974)
A Ford Capri első generációja 1969 januárjában, Brüsszeli Autószalonon került bemutatásra és a következő hónapban vált elérhetővé a vásárlók számára. Az autóval azt szerette volna elérni a Ford, hogy az európai kínálatban is legyen egy olyan sikeres és népszerű sportkupé, mint amilyen Amerikában a Ford Mustang. Az autó műszakilag a Ford Cortinán alapult, Dagenhamben és Halewoodban (Egyesült Királyság), Genkben (Belgium), valamint Kölnben és Saarlouisban (Németország) gyártották. A tervezés időszaka alatt Colt név alatt futott a projekt, de ez nem lehetett a modell végleges neve, mivel azt már a Mitsubishi levédette.
Bár a Capri sportkupé volt, a Ford azt szerette volna, ha sok ember számára elérhető és mindenki igényeit kielégítő kocsi legyen, ezért többféle motorral gyártották. A német és a brit gyárakban is más-más motorkínálattal készültek az autók. A kontinentális Európa országaiba szánt modellekbe 1,3; 1,5 és 1,7 literes Ford Taunus V4 motorok kerültek, míg a brit vásárlók 1,3; és 1,6 literes soros négyhengeres Ford Kent-motorok közül választhattak. Ekkoriban a kínálat csúcsát mindkét piacon egy-egy kétliteres erőforrás jelentette, az Egyesült Királyságban ez egy Ford Essex V4, míg a német gyártmányoknál egy Ford Cologne V6 nevű V-motor volt. Az év második felében Németországban megjelent a 2300 GT elnevezésű sportváltozat, 2,3 literes V6-os motorral, melyre kéttorkú karburátor került és 125 lóerős teljesítményre volt képes. 1969 szeptemberében mutatták be Nagy-Britanniában a 3000 GT nevű sportverziót, amelybe 138 lóerős, háromliteres Essex V6 motor került.
A futóművét a második generációs Cortinától kapta a Capri, ami azt jelentette, hogy hátulra merev híd került laprugókkal és rövid lengőkarokkal, míg előre MacPherson rugóstagokat szereltek. Az autó fogasléces kormányművet kapott és biztonsági kormányoszlopot, mely ütközés esetén összecsuklott, hogy ne okozzon sérüléseket a vezetőnek.
A Capri kezdeti fogadtatása kedvező volt. 1970 júniusában a Monthly Driver's Gazette újságírója a következőket írta az autó sebességváltójáról, miután kipróbálta: "A váltó a Fordtól megszokott módon könnyed, de nem esik túlzásba.". A kocsival kapcsolatos tapasztalatait így összegezte: "Ha egy kis munkával jobbá tennék az autó úttartását és megnövelnék a teljesítményét, kevésbé tűnne amerikainak és valódi európai kocsi válhatna belőle."
1970 márciusában Nagy-Britanniában bemutatásra került egy újabb háromliteres motorú változat, a Capri 3000E, amelynek belső tere az elődökhöz képest jobban felszerelt volt.

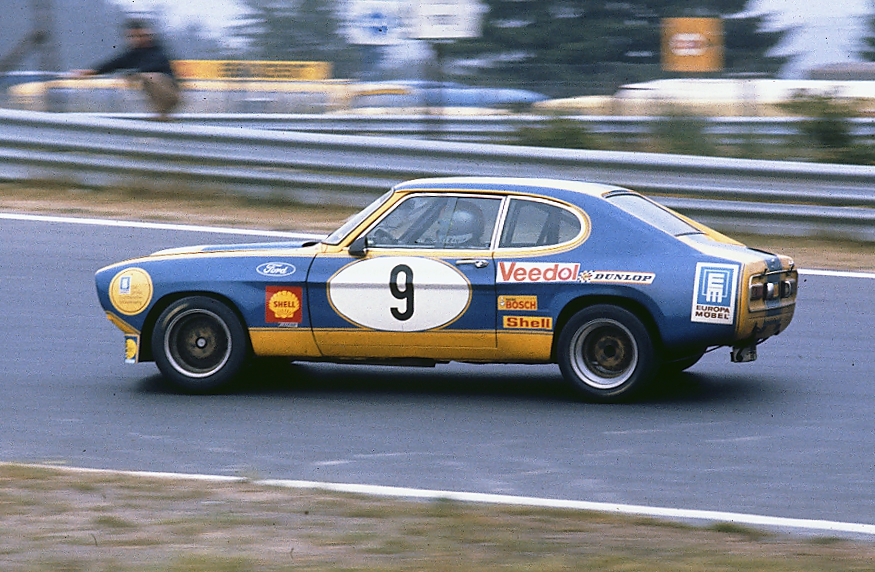
Hans Heyer a Ford Capri volánjánál a Nürburgringen

A Ford Európán kívülre is szállított a Caprikból, az ausztrál piacon 1969 májusában, Észak- és Dél-Amerikában pedig 1970 áprilisában vált elérhetővé a modell. Ezekbe a változatokba az erőtlen 1,6 literes Kent-motor került, de 1971-től kezdve ezt néhány helyen lecserélték a soros négyhengeres, kétliteres Ford Pinto-motorra. A dél-afrikai piacon ezek mellett megjelent egy Capri Perana nevű változat, melyet a Basil Green Motors készített és 4,9 literes, V8-as Ford Windsor-motor került bele. Észak-Amerikában a kocsikra domború közepű "power dome" motorháztető és az Egyesült Államok szabványainak megfelelő 5¾ colos fényszóró került. Ezeken nem voltak Ford márkajelzések és feliratok, mivel kizárólag a Mercury kereskedésekben lehetett kapni őket. Az amerikai reklámokban "A szexi európai" becenévvel népszerűsítették a kocsit.
1971 szeptemberére a Weslake motorépítő cég összeállította a Ford Cologne V6-motor 2637 cm³-es változatát. Erre könnyűfém hengerfej és Kugelfischer üzemanyag-befecskendező rendszer került, és 150 lóerős teljesítmény leadására volt képes. Ez a Carpi RS2600 nevű modellekbe került, amelyek a Túraautó-Európa-bajnokság 2-es csoportjában szerepeltek. A versenyautónak emellett sportosabbá vált a futóműve, rövid áttételű sebességváltót kapott, könnyített karosszériaelemek, léghűtéses tárcsafékek és alumínium felnik kerültek rá. Ez az autó 7,7 másodperc alatt volt képes elérni a 100 km/h-s sebességet. 1971-ben Dieter Giemsler bajnok lett a Ford Köln által indított RS2600-zal Túraautó-Európa-bajnokságban, csakúgy, mint egy évvel később Jochen Mass. A 2,6 literes motornak elkészült egy utcai autókba szánt 2550 cm³-es, kéttorkú Solex karburátorral készített verziója is, melyet a 2600 GT-be szereltek.
1971 novemberében került bemutatásra a Ford Capri Vista Orange Special, a Capri Special első változata. Ezek a variánsok az 1600 GT-n és a 2000 GT-n alapultak és kizárólag narancssárga színben voltak kaphatóak. A kereskedésekben kérésre szereltethető volt rájuk hátsó légterelő és hátsó ablakrács, amely utalt a Ford Mustanggal való rokonságra. Emellett olyan extrák kerültek még a kocsiba, mint nyomógombos rádió, övszorítós biztonsági öv, szövet üléskárpit, fűthető hátsó ablak és fekete vászonbevonatú tető. Ebből a változatból mindössze 1200 darab készült. A Ford Capri első generációjának egyik utolsó, limitált szériás verziójaként bemutatásra került a Capri Special GTXLR. Ez metálzöld vagy fekete fényezéssel volt kapható, vörös belsőtérrel, ebben is több extra volt, például anyagbetétes üléskárpit, elakadásjelző, térképolvasó-lámpa, kibillenthető hátsó ablakok, valamint vászontető és először ezekre a Caprikra került Európában domború motorháztető úgy, hogy háromliteresnél kisebb motorjuk volt. A GTXLR csak 1,6 és 2,0 literes erőforrással volt rendelhető.

#### Modellfrissítés

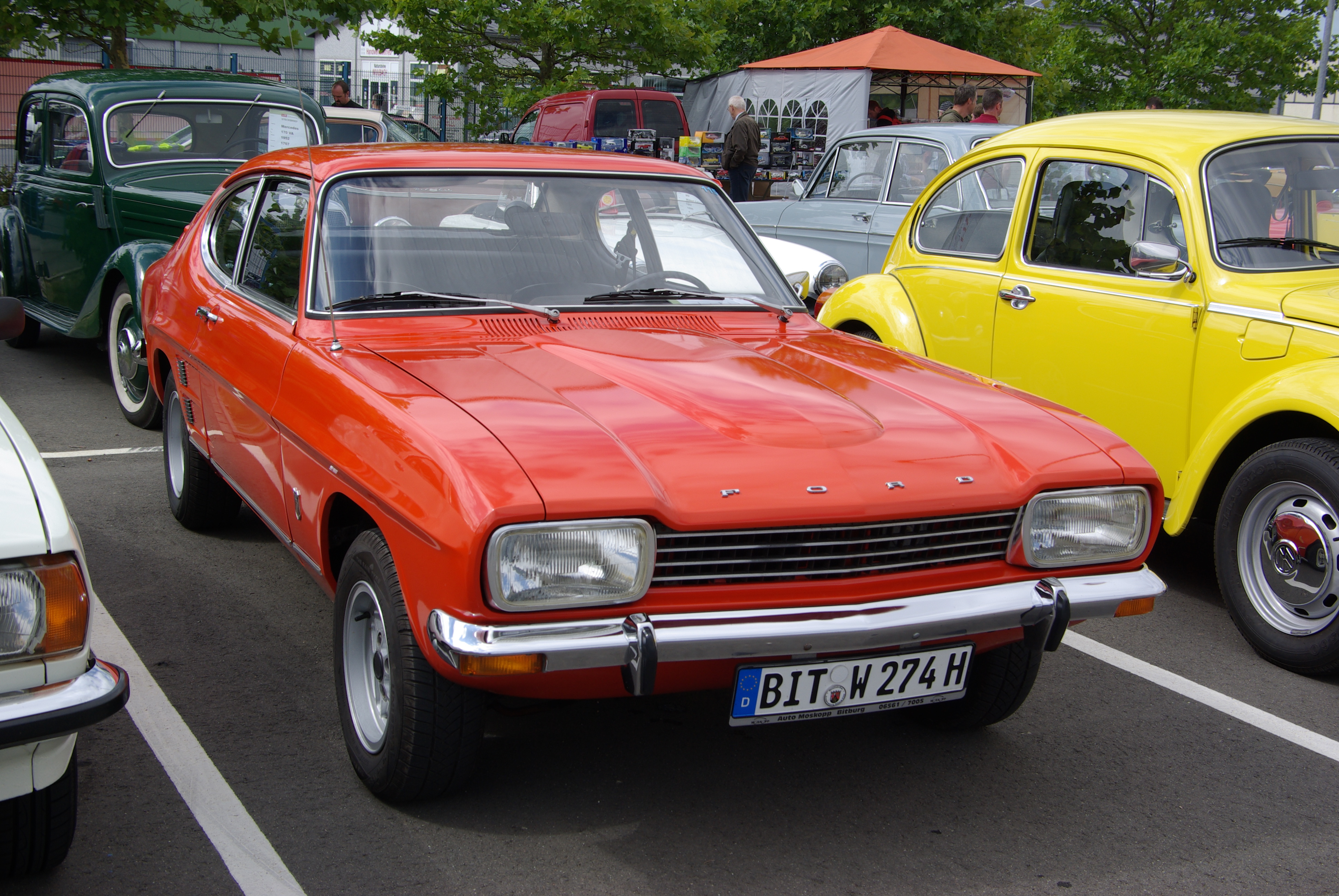
Modellfrissítés utáni, 1973-as Capri

A Capri nagyon sikeresnek bizonyult, csak 1970 végéig 400 ezer darabot adott el belőle a Ford. A gyár 1972-ben úgy döntött, hogy kissé felfrissíti az autót, a felújított változatot egyes országokban Capri "Bis"-ként (második) emlegetik a rajongók, míg az Egyesült Királyságban egyszerűen Capri Mk I facelift-nek hívják. A kocsi új és kényelmesebb felfüggesztést, négyszögletes fényszórókat, nagyobb hátsólámpákat és új üléseket kapott. A Ford Kent-motorokat Pinto erőforrások váltották le és az addig csak a brit piacon kapható 3000 GT a német kínálatba is bekerült. Az Egyesült Királyságban a kétliteres V4-es maradt az első számú motor.
1973-ban az amerikai exportra készülő modellek nagyobb, gumibevonatú lökhárítókat kaptak, hogy megfeleljenek az Egyesült Államok biztonsági előírásainak. Ez volt a legsikeresebb év az eladások szempontjából: 233 ezer Capri talált gazdára. Ugyancsak 1973. augusztus 29-én készült el az egymilliomodik Capri, mely egy RS2600 volt.
Decemberben a Ford leváltotta a Ford Cologne V6-motorral készülő RS2600-at az RS3100-ra, amelybe a háromliteres Ford Essex V6 3098 cm³-esre bővített verziója került. Az elődjével ellentétben erre kéttorkú Weber karburátor került és csakúgy, mint az RS2600 motorja, ez is 150 lóerős volt. Mindössze 250 ilyen autó készült, homologizációs célból, néhányat jelenleg is használnak túraautó-versenyeken. A 3,1 literes motort a Cosworth továbbfejlesztette és kialakult belőle a 3412 cm³-es, injektoros, dupla vezérműtengelyes, hengerenként négyszelepes, 435 lóerős GAA-motor, melyet a versenyzésre szánt Caprik mellett a Formula 5000-es sorozatban is használtak.

### Ford Capri Mk II – "Capri II" (1974–1978)
Az 1973-as olajválság miatt olyan autókra volt szükség, amelyek minden szempontból alkalmasak a mindennapi használatra. Mivel a Capri első generációjából 1,2 milliót adott el a Ford, a gyár úgy döntött, nem szünteti meg, csak kissé átalakítja a modellt. A Capri II 1974-ben került bemutatásra, az elődjénél rövidebb motortérrel, nagyobb utastérrel és a ferde hátúakra jellemzően hátul a hagyományos csomagtartófedél helyett egy harmadik ajtó jelent meg rajta. A kor elvárásai szempontjából a második generációs Capri nagyon fejlett autónak számított, rendkívül kevés hibalehetőséggel. A Németországban gyártott modellek motorkínálata meglehetősen széles volt, a soros négyhengeres erőforrások közül választható volt az 1,3 literes (55 lóerős), az 1,6 literes (72 lóerős), az 1,6 literes GT (88 lóerős) és a 2,0 literes (99 lóerős), míg a V6-osok közül a 2,3 literes (108 lóerős) és a Nagy-Britanniából származó 3,0 literes volt elérhető.
Bár a Capri II műszaki felépítését tekintve sok szempontból megegyezett az első generációs modellel, nagyobb karosszériát és féltárcsákat, valamint modernebb műszerfalat kapott, kisebb kormánykerékkel. A kétliteres Ford Pinto-motor ebben a változatban mutatkozott be a kontinentális Európában.

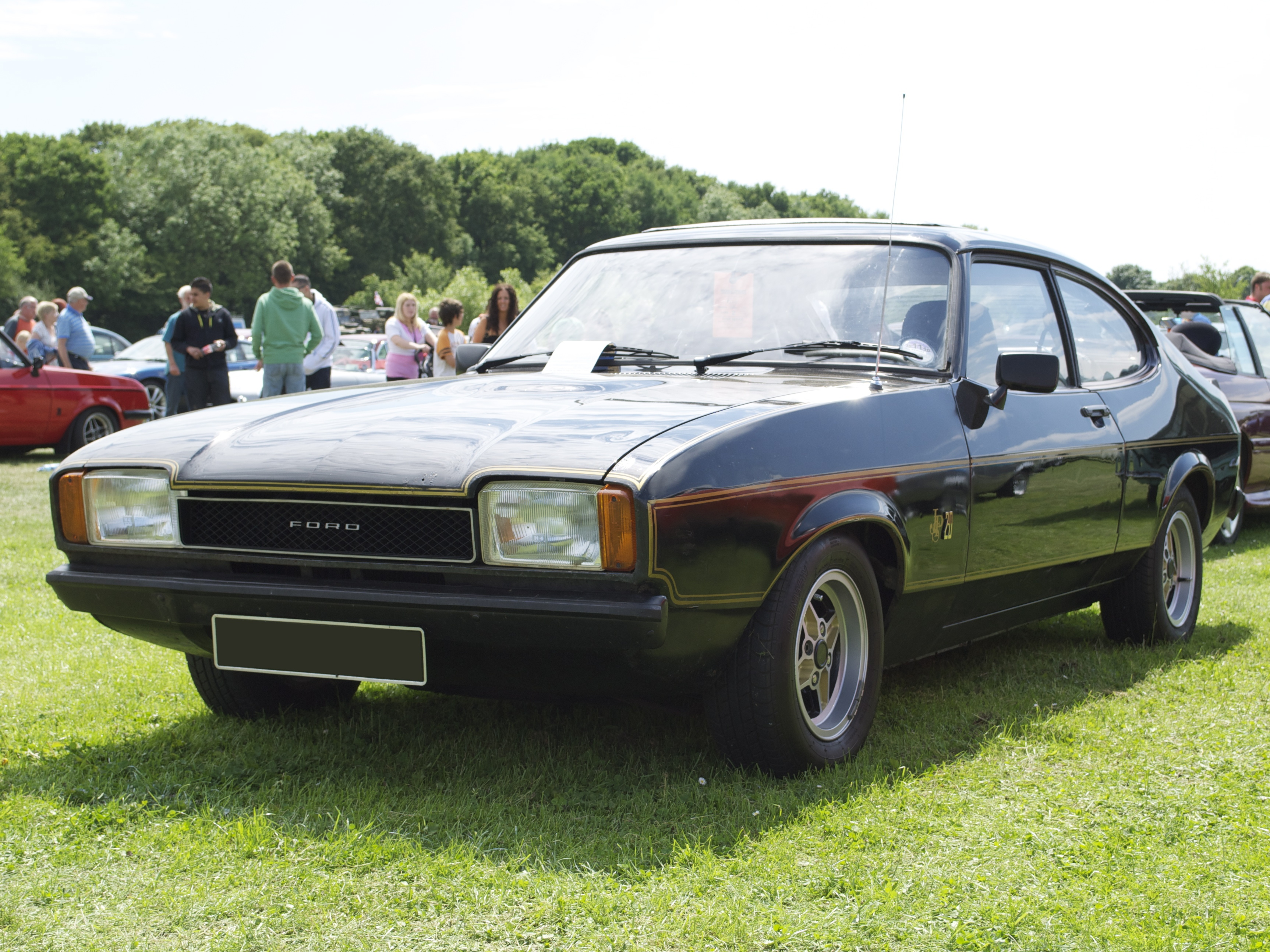
1975-ös, Ford Capri II JPS

A Ford 1975 márciusában bemutatta a Capri John Player Special (JPS) változatát, mely fekete vagy fehér fényezéssel volt rendelhető. Ezen aranyszínű hajszálcsíkok voltak és a felni küllői is ilyen színűre voltak festve, utalva ezzel a Formula–1-ben akkoriban látható aranyszínű kerekekre. Ennek a változatnak a belsőtere is átalakult, többek között bézs szövetkárpit került bele, fekete szélekkel. 1976 májusában, az eladási mutatók csökkenése miatt a gyár megszüntette a közepes felszereltségű 3.0 GT változat gyártását és helyét a gazdagabban felszerelt 3.0 S és Ghia változatok vették át. 1976 októberében a gyártás mindössze a németországi Saarlouisra korlátozódott és egy évvel később a Capri kivonult az amerikai piacról, mindössze 513 500 eladott példánnyal.

### Ford Capri Mk III (1978–1986)
Az új Capri megtervezésének munkálatai "Caria-projekt" fedőnév alatt folytak a Fordnál. Mivel az elkészült autó leginkább csak kinézetében különbözött elődjétől, egyesek nem tartják valódi harmadik generációnak, mindössze a Capri II felújított verziójának. A gyár az 1976-os Genfi Autószalonon bemutatott egy alaposan átdolgozott Capri II-t, a Ford Escort RS2000-ből ismert négy darab kerek fényszóróval, fekete, vízszintes rácsozású hűtőráccsal és hátsó légterelővel. Ez a prototípus nagyban hasonlított a végleges, harmadik generációs Caprira, mely 1978 márciusában vált elérhetővé a vásárlók számára. Az új megjelenés és a kedvezőbb aerodinamika sem volt elég ahhoz, hogy megállítsa a típus iránti érdeklődés folyamatos csökkenését.
Megjelenése után a harmadik generáció a Capri II motor- és sebességváltó-kínálatával volt kapható. A Ford a 3.0 S nevű háromliteres verziótól várta a legjobb eladási adatokat a V6-os, gazdag felszereltségű változatok közül, de a kifinomultabb, automata váltós Ghia jobban teljesített.
A harmadik generációs Capri változatai:
- Capri L (1,3; 1,6)
- Capri LS (1,6)
- Capri GL (1,6; 2,0)
- Capri S (1,6; 2,0; 2,3; 3,0)
- Capri Laser (1,6; 2,0)
- Capri Ghia (2,0; 3,0)
- Capri 2.8 Injection (2,8)
- Capri 2.8 Injection Special (2,8)
- Capri 280 (2,8)

Limitált szériás változatok:
- Capri Cabaret I és II (1,6; 2,0)
- Capri Calypso I és II (1,6)
- Capri Cameo (1,3; 1,6)
- Capri GT4 (1,6; 2,0)
- Capri Tempo (1,3; 1,6)

A Ford a Caprik tekintetében igyekezett minél jobban figyelembe venni a brit piac igényeit, mivel ott sok rajongója akadt a típusnak és valódi kultusz alakult ki körülötte. A Cortina eladásai szintén kedvezőek voltak az Egyesült Királyságban, de ehhez nagyban hozzájárultak a flottavásárlók is, akik komoly engedményeket kaptak, így ezek a modellek nem hoztak akkora hasznot, mint a magánszemélyekhez kerülő Caprik. A Ford különböző, sportcsomagokkal próbálta fenntartani az érdeklődést a Caprik iránt. Ezek, bár drágák voltak és sok esetben lassan készültek el, többnyire sikeresen felkeltették a média érdeklődését. A népszerűsítést szolgálta az is, hogy a brit The Professionals című sorozatban rendszeresen feltűnt egy ezüst- és egy aranyszínű Capri 3.0 S.
Az Egyesült Királyságban gyártási időszaka nagy részében a Capri volt kategóriája legkelendőbb autója, emellett az autótolvajok egyik legkedveltebb célpontja is volt az 1980-as évektől az 1990-es évek elejéig. A Home Office az egyik jelentésében a lopás szempontjából leginkább veszélyeztetett kocsik közé sorolta.

#### 2.8 Injection
1981-ben a háromliteres V6-os motor kikerült a kínálatból, amikor a Genfi Autószalonon bemutatkozott a sportos 2.8 Injection nevű változat. Ez volt az első utcai verzió az RS2600 óta, melybe injektor került. A kocsi 160 lóerős volt és 210 km/h volt a végsebessége, de eleinte még ebbe is a hagyományos, négysebességes manuális sebességváltó került. A 2.8 Injection sikeresnek bizonyult és két-három évvel meghosszabbította a Capri gyártási időtartamát a Ford által tervezettnél. Nem sokkal a megjelenése után a négyfokozatú váltót felváltotta a korszerűbb ötsebességes és az idejétmúlt ülések helyére is esztétikusabb velúrral bevont darabok kerültek. 1984-ben bemutatásra került ennek a változatnak a felújított verziója, a Capri Injection Special, amely félbőr ülésekkel és részlegesen önzáró differenciálművel készült. Külsőre is könnyen megkülönböztethető volt a többi Capritól hétküllős RS-felnijeiről és színre fújt hűtőrácsáról. Emellett a kétliteres motorokkal készülő változatokat összevonta a gyár a 2.0 S elnevezésű típusba, mely az Injection Special módosított felfüggesztését kapta. Az 1,6 literes változatokat szintén összevonták az LS típusnév alá.

#### 2.8 Turbo
1981 júliusa és 1982 szeptembere között a német RS-kereskedőknél kapható volt egy Zakspeed ihlette limitált szériás modell, 2,8 literes turbófeltöltős motorral. Ez a változat 190 lóerős volt, 220 km/h volt a végsebessége és kizárólag balkormányos változatban készült. Külseje alapján is könnyedén megkülönböztethető volt a többi Capritól szélesített karosszériája, négyküllőa könnyűfém RS-felnije és "Ford Motorsport" feliratú első és hátsó légterelői alapján. Motorja a Ford Granada 2,8 literes V6-os szívómotorján alapult. Egyes források szerint 200 darab készült belőle, de a váltóalagúton található számozás arra enged következtetni, hogy valójában csak 155 ilyen változat készült.

#### Tickford Turbo
A Tickford Capriba turbófeltöltős 2.8 Injection Cologne-motor került, mely 205 lóerős teljesítmény leadására volt képes. A kocsi 6,7 másodperc alatt gyorsult 100 km/h-ra, és 13,4 másodpercre volt szüksége a 160-as tempó eléréséhez, végsebessége 220 km/h volt. A belsőtér luxusfelszereltségű volt, bőr kárpitozással, emellett nagy légterelő került a csomagtérajtóra, színre fújt hűtőrácsot és alacsonyabban lévő lökhárítókat kapott a kocsi, valamint más egyedi sportos kiegészítőket, melyeket Simon Saunders tervezett.
A hátsó tárcsafék alapfelszereltségnek számított Tickford Caprin, melynek futóműve sportosabb hangolású volt az alapmodellekénél. Ezek a változatok kézzel készültek, a Tickford körülbelül 200 órát dolgozott egy alapfelszereltségű Capri átépítésén. Kevesebb mint száz darabot sikerült eladni belőle, aminek egyik oka a rendkívül magas ár volt: a Tickford Capri körülbelül kétszer annyiba került, mint egy 2.8 Injection.

#### A Turbo Technics által épített változat
A Turbo Technics nevű független tuningcég szintén piacra dobott kétfajta turbófeltöltős Caprit, ezek közül az egyik 200, a másik 230 lóerős volt és speciálisan hozzájuk hangolt sebességváltóval voltak kaphatóak. Ezek szintén drágák voltak és soha nem kerültek be a Ford kínálatába hivatalos Ford termékként.

#### Capri Laser
1984 novemberétől a Capri kizárólag az Egyesült Királyságban volt kapható, így már csak jobbkormányos kivitelben készült. Az 1,6 és 2,0 literes szívómotorral készült modellek neve Capri Laserre módosult, felújított műszerfalat, bőrborítású sebességváltókart, bőrkormányt, négyküllős könnyűfém felniket, elektromos antennát, valamint színre fújt tükröket és hűtőrácsot kaptak.

#### Capri 280

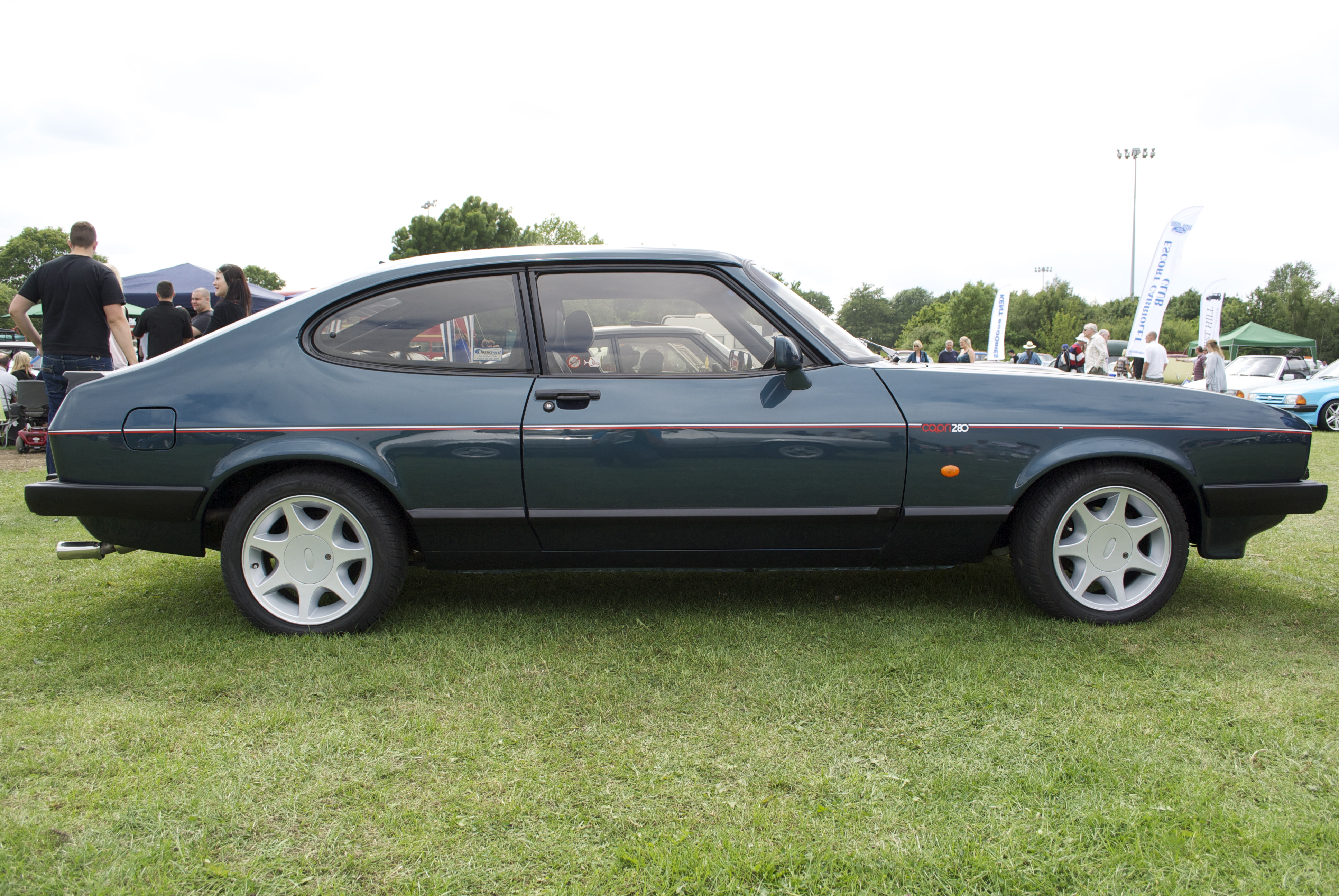
Ford Capri 280

Az utolsó limitált szériás kiadás a Capri 280 nevet kapta és kizárólag "Brooklands-zöld" színben volt kapható. Ezek az autók részlegesen önzáró differenciálművel, bőr Recaro ülésekkel és 15 colos könnyűfém felnikkel készültek. Összesen 1038 darabot gyártottak belőle.
Az utolsó Capri 1986. december 19-én készült el, összesen 1 886 647 darabot gyártottak belőle. Ezek közül a legtöbb, egymilliónál is több első generációs Capri volt, mivel ezek az Amerikai Egyesült Államokban és Ausztráliában is kelendőek voltak. A második és harmadik generációs Caprikból Európán kívülre csak Ázsiába és Új-Zélandra szállított a Ford, oda is kis mennyiségben. 1976-tól kezdve az autókat kizárólag Németországban gyártották.

## Európán kívül

### Észak-Amerika

#### Mercury Capri

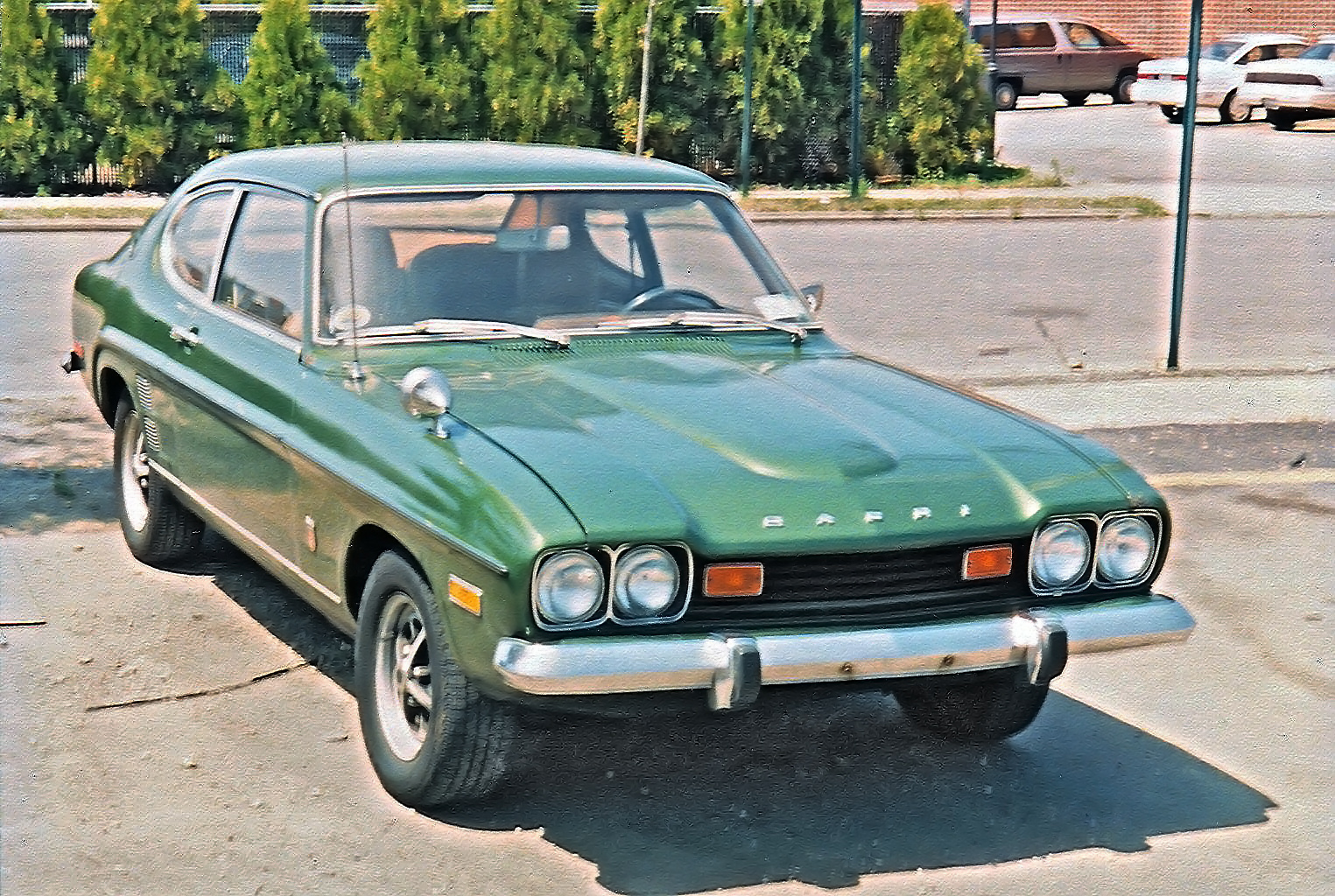
1973-as Mercury Capri

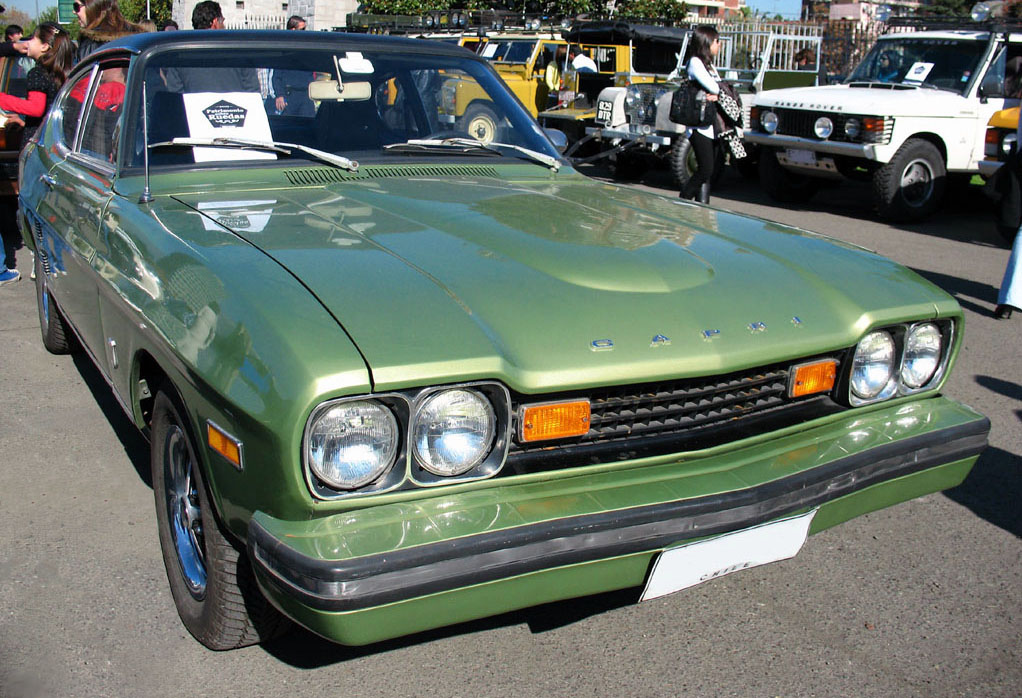
A nagy lökhárítós változat

1970 és 1978 között a Capri az Egyesült Államokban is kapható volt a Ford Lincoln-Mercury divízióján keresztül. Ezek mint német gyártmányúak voltak, négy darab kör alakú fényszórójuk volt, az irányjelző pedig hűtőrácsra került. Mivel Mercury néven kerültek eladásra, a motorháztetőn a "Ford" felirat "Capri"-ra lett cserélve, a csomagtartófedélen pedig a "Mercury" felirat volt olvasható. Az 1971–72-es négyhengeres modelleken még nem volt elérhető minden műszer, 1973-tól azonban az alapfelszereltség része lett a teljes műszerezettség. A Capri II esetében megjelent egy "Ghia" felszereltségi szint, mely minden kényelmi felszereléssel el volt látva. 1973 után a modellfrissítés utáni első generációs Caprik nagyobb hátsólámpákat, új hűtőrácsot, műszerfalat és felújított belsőteret kaptak. Az 1973-as modellévtől a lökhárítók is megváltoztak, nagyobbak és nehezebbek lettek, mivel az amerikai kormány bevezette az úgynevezett "ötmérföldes szabályt". Ennek a lényege, hogy csak olyan kocsi kerülhetett formalomba, mely nagyobb deformálódás nélkül kibírt egy 5 mérföld per órás (8 km/h) ütközést. 1974-ben még nagyobb, de a karosszéria vonalát követő és színre fújt lökhárítók kerültek a Caprikra. Az Egyesült Államokban 1976-ban vált elérhetővé a háromajtós Capri II, mely Európában már 1974-ben bemutatásra került. Ezen szintén a hűtőrácsra kerültek az indexek és az európai változattal ellentétben ez is kerek lámpás maradt. Felkerült rá a már megszokott, színre fújt "ötmérföldes" lökhárító és egy katalizátor is. 1976-ban megjelent egy "S" jelű változat, mely az európai John Player Specialnak felelt meg, azaz csak fekete vagy fehér színben volt kapható, aranyszínű felnikkel és hajszálcsíkokkal, míg a belsőtere bézs és fekete színű volt. A Capri II késői megjelenése miatt 1975-ben nem szerepelt Capri nevű modell a Mercury kínálatában.
Eleinte a Kölnből Amerikába szállított Caprik kizárólag brit építésű 1,6 literes, 64 lóerős OHV Kent-motorral és négysebességes kézi váltóval voltak kaphatóak. 1971-ben a kínálat kiegészült a Kölnben készülő soros négyhengeres, 2,0 literes OHC motorral, mely 101 lóerős volt. Ehhez háromsebességes automata sebességváltó is rendelhető volt. 1972-ben az 1,6 literes kikerült a kínálatból és a kétliteres vált az alapmotorrá. Felárért elérhetővé vált a 2,6 literes kölni építésű 120 lóerős V6-os OHV motor. 1974-ben ismét megváltozott a kínálat, bevezetésre kerültek a 2,3 literes soros négyhengeres és a 2,8 literes V6-os motorokkal, melyek 88, illetve 105 lóerős teljesítményre voltak képesek. Ugyanezek kerültek 1976 után a második generációs Caprikba is, de a V6-os teljesítménye kisebb változtatások után 109 lóerőre nőtt. Az utolsó Carpi-szállítmány 1977-ben érkezett az Egyesült Államokba, az eladások pedig 1978-ig folytatódtak. A Capri eladási mutatói szemmel láthatóan visszaestek a Capri II megjelenése után, ráadásul az autók ára is magas volt, így Amerikában befejeződött a Németországban gyártott modellek árusítása.

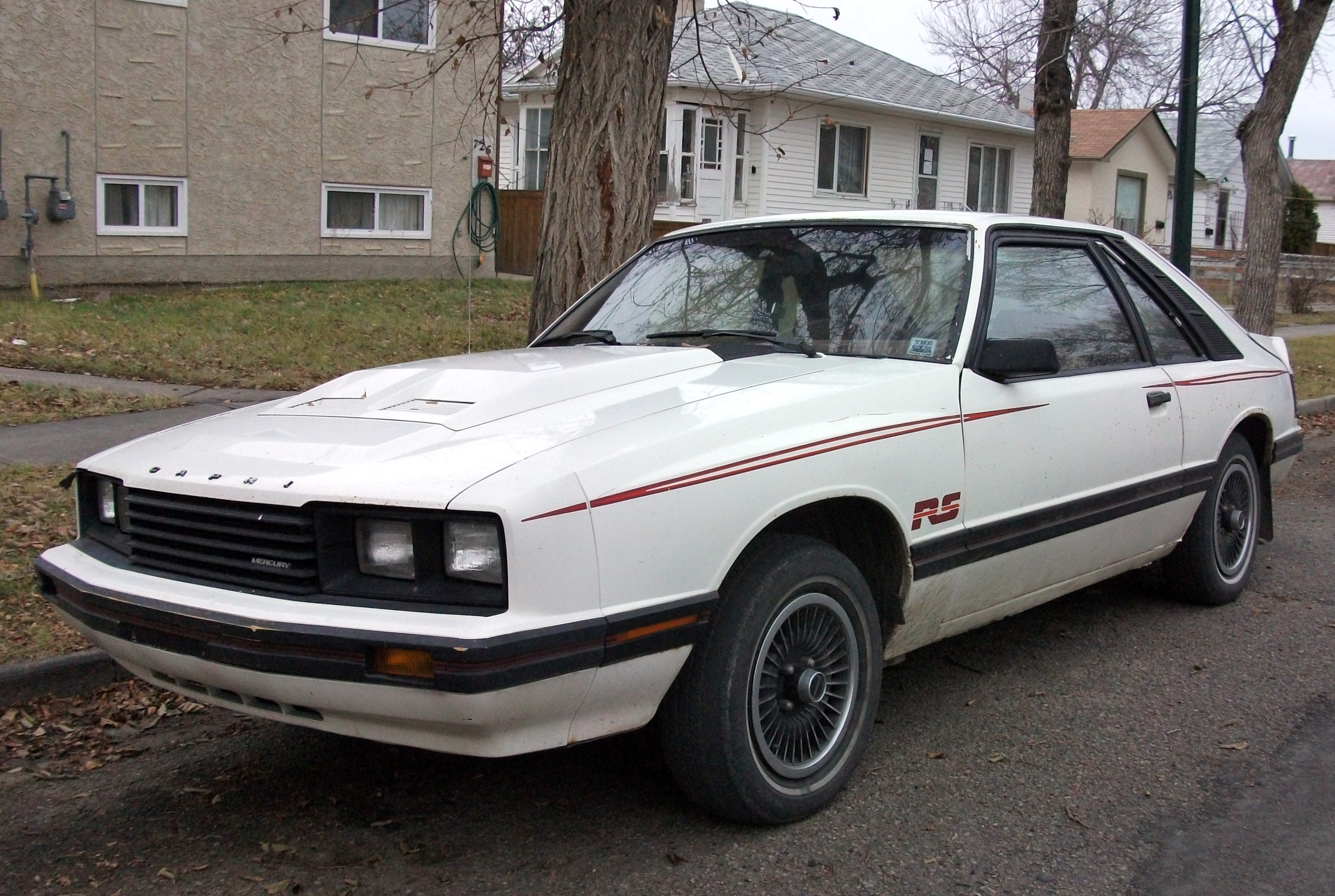
A Mustang alapokon nyugvó Capri

Bár már nem érkezett több autó Németországból, a Capri megítélése meglehetősen kedvező volt az Egyesült Államokban, ezért a kereskedők 1979-ben megkezdték egy új Mercury Capri eladását, mely a Ford Mustang egy átalakított változata volt. Ez a modell eleinte 2,3 literes soros négyhengeres, 2,8 literes V6-os és 5,0 literes (302 köbhüvelyk) V8-as motorral volt kapható. A 2,8 literes hamar, már az 1980-as modellévben kikerült a kínálatból és egy 3,3 literes (200 köbhüvelyk) soros hathengeres került a helyére. Ezt 1983-ban egy 3,8 literes karburátoros V6-os váltotta, majd egy év múlva ugyanennek megjelent az injektoros változata is. 1984-ben a Capri elérhető volt 175 lóerős, turbófeltöltős 2,3 literes soros négyhengeres motorral, valamint egy ugyancsak 175 lóerős 5,0 literes V8-assal is. Bár a kettő közül a Capri Turbo volt a könnyebb, nem volt akkora nyomatéka, mint a V8-asnak, ráadásul nagy turbólyuk volt megfigyelhető nála, így lassabb volt a V-motoros változatnál. A következő évben a V8-as teljesítménye 210 lóerőre nőtt, a turbófeltöltős variáns pedig megszűnt. 1986-ban befejeződött az amerikai építésű Mercury Caprik gyártása és eladása.
1991-ben bemutatásra került egy új Mercury Capri, mely az Ausztráliából importált négyüléses, elsőkerék-meghajtású kabrió Ford Caprik "átcímkézett" változata volt. A kocsi 1,6 literes szívó- és szintén 1,6 literes turbómotorral volt kapható. Előbbi 100, utóbbi 132 lóerős volt. A modell gyártása és eladása 1994-ben fejeződött be.

### Ausztrália

#### Mk I
A Ford Motor Company of Australia 1969 és 1972 között gyártotta az európai első generációs Ford Caprit a Sydney elővárosában, Homebush-ban található gyárában. A modell 1969. május 3-án jelent meg az ausztrál piacon 1600 Deluxe és 1600 GT változatban. Mindkettőbe a brit 1,6 literes OHV motor került. 1970. február 25-én a 3000 GT is bemutatásra került, melyet 3,0 literes Ford Essex V6-motorral szereltek. Ugyanekkor az 1600 GT neve 1600 XL lett, míg az 1600 Deluxe neve változatlan maradt.
1972 novemberében a Capri gyártása befejeződött Ausztráliában, összesen 15 122 darab készült el belőle. 1973-ban a Ford Australia rendelt még ötven darab Capri RS3100-at Európából, de ezután befejeződött a modell árusítása. Ausztráliában sem a felújított első generációt, sem a Capri II-t, sem a harmadik generációs Caprit nem gyártották.

#### SA30
| Modell                             | Bemutatás      | Turbó változat |
| ---------------------------------- | -------------- | -------------- |
| SA Capri 2D Convertible            | 1989 október   | Volt           |
| SA Series II Capri 2D Convertible  | 1990 október   | Volt           |
| SC Capri XR2 2D Convertible        | 1992 április   | Volt           |
| SC Capri Clubsprint 2D Convertible | 1992 július    | Volt           |
| SC Capri Barchetta 2D Convertible  | 1992 november  | Nem volt       |
| SE Capri Barchetta 2D Convertible  | 1993 augusztus | Nem volt       |
| SE Capri XR2 2D Convertible        | 1993 augusztus | Volt           |
| SE Capri Clubsprint 2D Convertible | 1993 augusztus | Volt           |

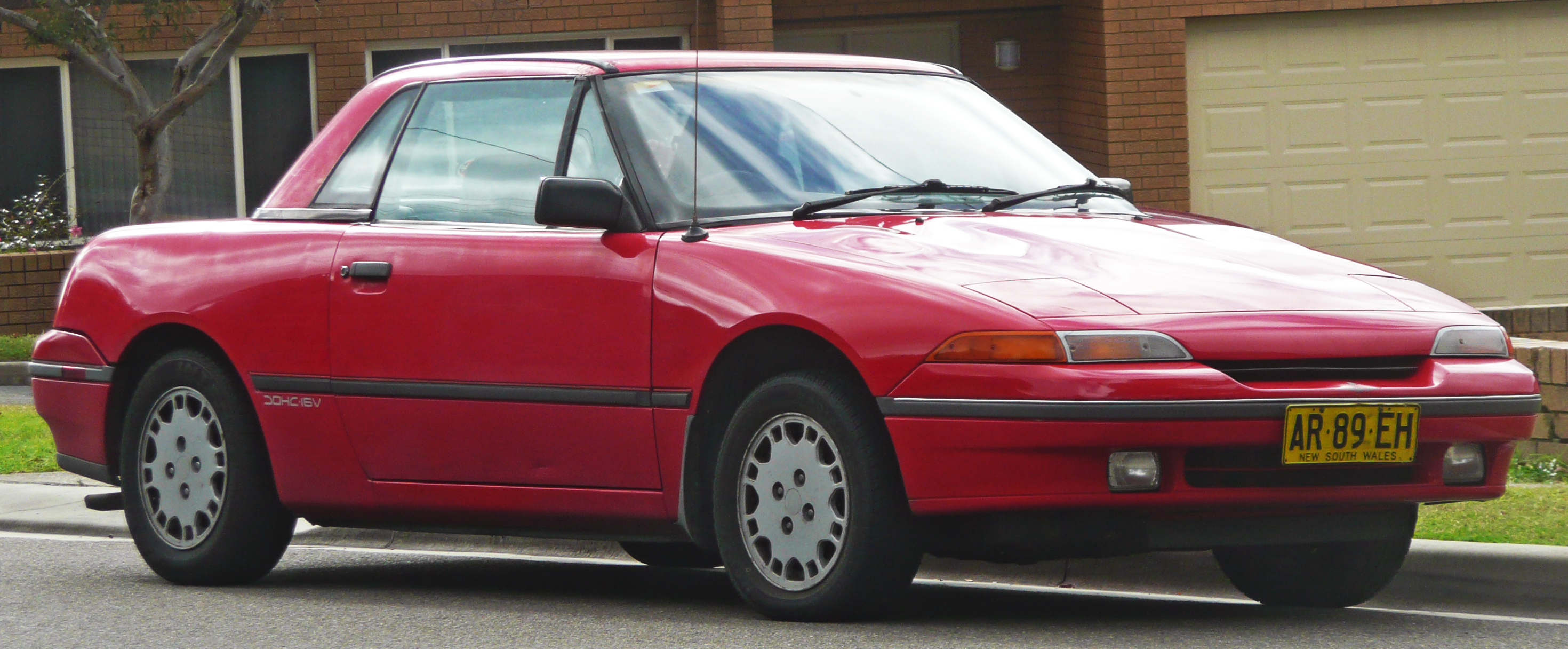
Ausztrál Capri

A Ford Capri név 1989-ben ismét feléledt Ausztráliában, amikor megkezdődött az SA30 gyári kódnév alatt futó modell gyártása. Az ausztrál Capri nyitott tetejű volt és a Mazda 323 motorjait és egyéb műszaki megoldásait használta, melyek licenceit a Ford Australia a Ford Laser gyártásának idején vásárolta meg. A kocsi karosszériáját a Carrozzeria Ghia, belsőterét pedig az ItalDesign tervezte. Ironikus módon a Mazda épp ekkor fejlesztette ki az MX-5-öt, mely bár jóval drágább volt a Caprinál, mégis a piaci riválisának számított. Eleinte két változat volt kapható, az egyikben 1,6 literes elektronikus üzemanyag-befecskendezésű (EFI) SOHC, míg a másikban ugyancsak 1,6 literes turbófeltöltős, EFI DOHC motor volt. Előbbi 82, utóbbi 134 lóerős volt.

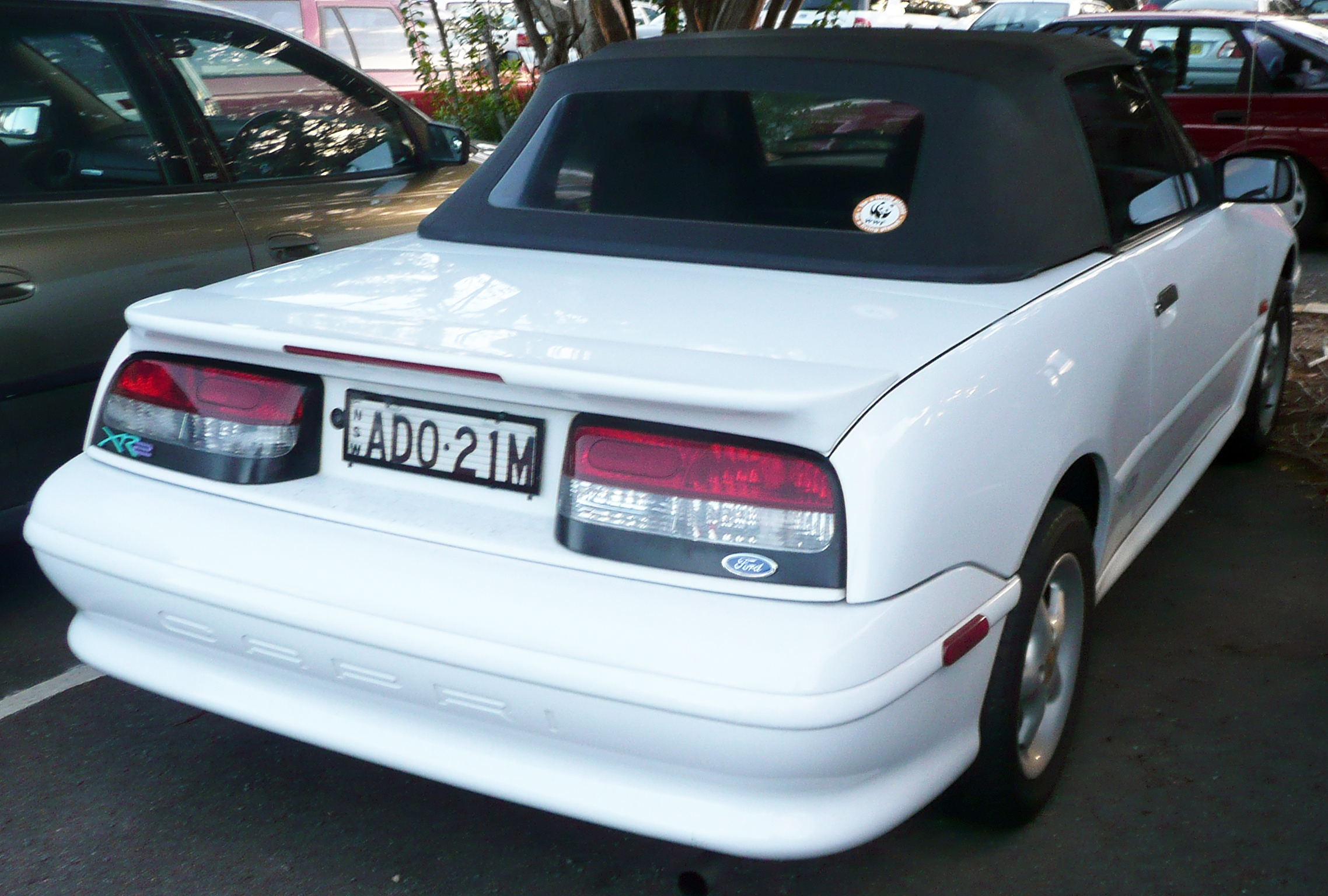
Az ausztrál változat hátulról

Az ausztrál Capri gyártásának egyik fő célja az Egyesült Államokba való export volt. A kocsit 1991-ben kezdték el árusítani Amerikában, Mercury Capri néven. Összesen 66 279 kabrió Capri készült el, melyek közül mindössze 9787-et adtak el Ausztráliában. Egy időben sok helyen megjelent a médiában, hogy az autók összeszerelési minősége meglehetősen gyenge és visszahívások várhatók, azonban jelenleg is sok van működőképes állapotban köztük, köszönhetően a megbízható Mazda 323-alapoknak.
Az Amerikában piacra kerülő Caprik olcsóbbak voltak, mint az Ausztráliában eladottak, a szállítási költségek ellenére is. Ennek az volt az oka, hogy a nagy mennyiségben készülő balkormányos változatok gyártása kevesebbe került, mint a hazai piacra szánt jobbkormányosoké.
Az ausztrál Capri is részt vett egy 2006-os, a használt autók biztonságosságát vizsgáló törésteszten, melyből az derült ki, hogy a kocsi az átlagosnál rosszabb védelmet nyújt utasai számára. A beázó tetőt szintén sok kritika érte, a problémát gyakran a többszöri csere sem oldotta meg. Később a gyárnak új tömítésekkel sikerült teljesen kijavítania ezt a hiányosságot.

### Dél-Afrika

#### Mk I
A Ford dél-afrikai gyárában 1970 és 1972 között folyt az első generációs Ford Caprik gyártása, a motorkínálat a brittel megegyező volt. Modellfrissítés utáni és RS-változatok nem készültek ott. A második és harmadik generációs Capri soha nem került piacra az afrikai országban.
Az elkészült modellek közül körülbelül ötszázat átépített a Basil Green Motors, ezekbe ötliteres (302 köbhüvelyk) V8-as Ford Windsor-motor került. Ezek a változatok Capri Perana néven futottak és komoly sikernek örvendtek a helyi túraautó versenyeken. A kocsi 1970-ben és 1971-ben is megnyerte a dél-afrikai bajnokságot.

## Motorsport

### Zakspeed Ford Capri

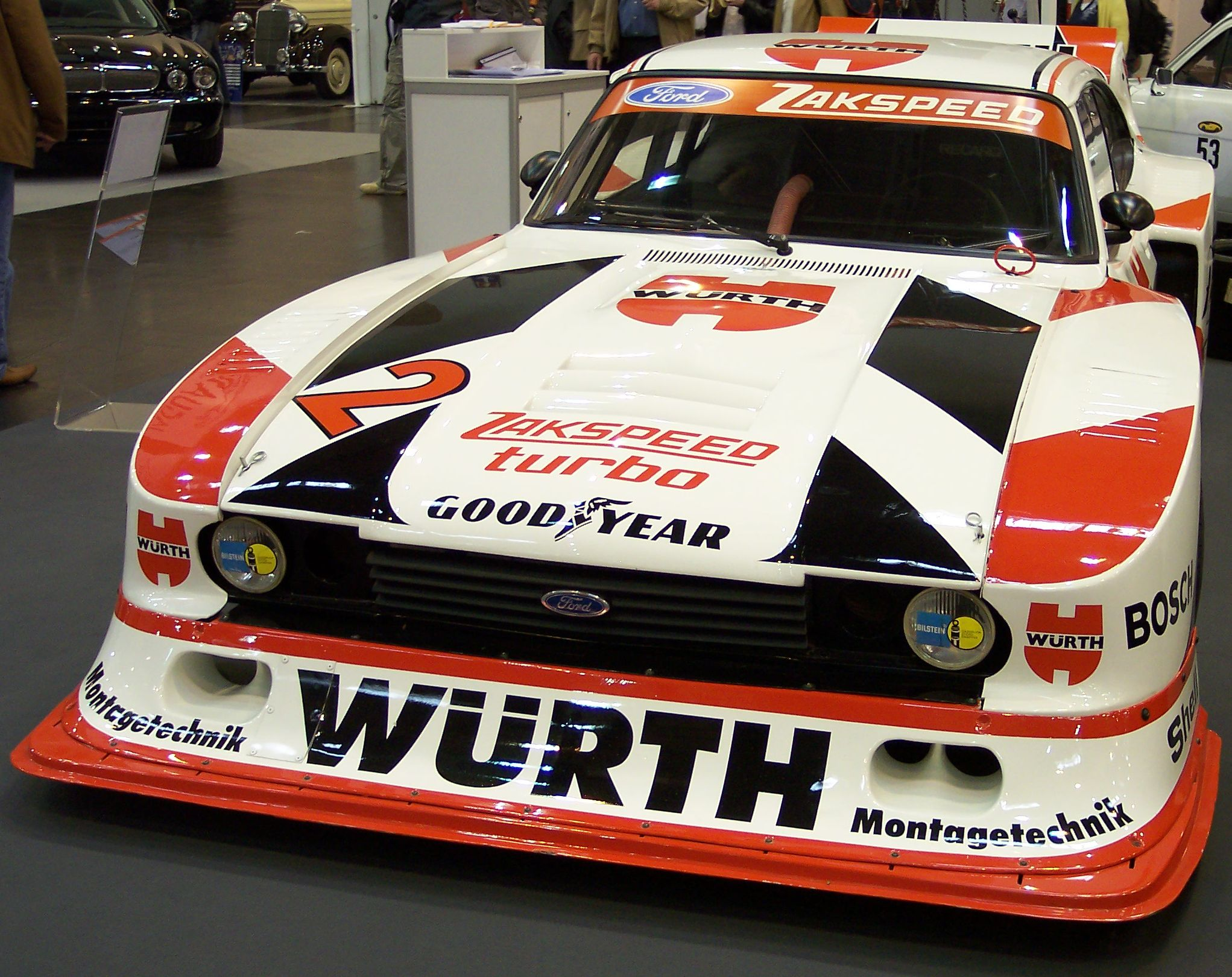
Zakspeed Ford Capri

A német Zakspeed készített átépített Ford Caprikat, melyet a ma már nem létező sportautó-világbajnokságon indultak és olyan neves pilótái voltak, mint Jochen Mass vagy Klaus Ludwig. Ennek motorja a Cosworth által épített 1,4 literes, soros négyhengeres, ikterturbós BDA-motorján alapult és ötsebességes Getrag sebességváltója volt. Karosszériaelemei kevlárból készültek és egy könnyűfém vázszerkezethez csatlakoztak. Az autó felfüggesztése is komoly változtatásokon ment keresztül, könnyűfém hátsó tengelyt és lengőkarokat, titánrugókat és gázos lengéscsillapítókat kapott. A Zakspeed Ford Capri tizennégy versenyen vett részt, melyek közül kilencet megnyert.